# Callicostella integrifolia
Callicostella integrifolia är en bladmossart som beskrevs av Brotherus 1907. Callicostella integrifolia ingår i släktet Callicostella och familjen Hookeriaceae. Inga underarter finns listade i Catalogue of Life.